# Gladiolus micranthus
Gladiolus micranthus är en irisväxtart som beskrevs av Otto Stapf. Gladiolus micranthus ingår i släktet sabelliljor, och familjen irisväxter. Inga underarter finns listade i Catalogue of Life.